# 1124
1124 (MCXXIV) fue un año bisiesto comenzado en martes del calendario juliano.

## Acontecimientos
- Honorio II es nombrado papa.
- El 22 de enero reconquista de Sigüenza por el obispo, Bernardo de Agén.
- Catedral de Santa María de Sigüenza, comienza su construcción.

## Nacimientos
- Muhammad ibn Mardanis, "El Rey Lobo de Murcia".

## Fallecimientos
- Calixto II, papa.
- Diego López I de Haro, señor de Señorío de Vizcaya.
- Hasan-i Sabbah, religioso iraní.